# Julia Molins
Júlia Molins Vila (Barcellona, 24 maggio 1993) è un'attrice e modella spagnola, nota per aver interpretato il ruolo di Sofía Álvarez nella soap Sei sorelle (Seis hermanas).

## Biografia
Julia Molins è nata il 24 maggio 1993 a Barcellona (Spagna), fin da piccola ha mostrato un'inclinazione per la recitazione.

## Carriera
Julia Moilns all'età di undici anni, ha iniziato i suoi studi artistici presso la Scuola di Teatro Musicale di Barcellona, dove oltre ai corsi di teatro, è stato anche istruito nel canto, nel jazz e nel tip tap. Alla stessa età inizia a far parte per otto anni del gruppo musicale SP3 del Club Super3.
Allo stesso tempo ha studiato il diploma di maturità umanistica presso l'Istituto Valldemossa e al termine ha continuato la formazione come attrice presso la nota scuola di recitazione Nancy Tuñón dove ha conseguito il diploma di formazione dell'attore. Si è formata anche in altre scuole come Aules, El Timbal, Eòlia e lo studio della coach Laura Jou.
Nel 2011 ha fondato la compagnia teatrale La Hydra, con la quale ha prodotto vari spettacoli a Barcellona e Madrid, come El último día de febrero (2011-2012), Espriu són sis (2013) o Utilitat programme (2015). Fa anche parte della compagnia El Niño Andrés, con la quale ha partecipato allo spettacolo Collectivus , che li ha portati ad esibirsi alla Sala Beckett di Barcellona (2014), al teatro Volksbühne di Berlino (2015) e all'Espai Brossa Dry Room a Barcellona (2016).
Nel 2012 ha interpretato il ruolo di Blanca nella serie Kubala, Moreno i Manchón. Nel 2013 ha ricoperto il ruolo di Noemí nel film Hooked Up diretto da Pablo Larcuen, presentato in anteprima nel giugno dello stesso anno al Festival di Sitges. Nello stesso anno ha interpretato il ruolo di Rosana nella serie La Riera. Nel 2014 ha recitato nelle serie Make Up' e Producte Bàsic.
Nel 2015 ha ricevuto le sue opere più straordinarie fino ad oggi. Nel 2015 e nel 2016 ha interpretato il ruolo di Ona Palà nella serie catalana Cites in onda su TV3 durante le due stagioni in cui è durata, apparendo per un totale di sei episodi. Dal 2015 al 2017 è stata scelta per interpretare il ruolo di Sofía Álvarez nella soap opera quotidiana Sei sorelle (Seis hermanas) in onda su La 1. Nel 2016 ha interpretato il ruolo di Lola nella serie Sé quien eres.
Nel 2017 ha interpretato il ruolo di Bea nel film Framed diretto da Marc Martínez Jordán. L'anno successivo, nel 2018, ha ricoperto il ruolo di Isabela Fernández nella serie Servir y proteger.
Nel 2019 ha interpretato il ruolo di Rocío Altabás nella serie Per sempre (Amar es para siempre). L'anno successivo, nel 2020, ha interpretato il ruolo di Cris nella serie Valeria. Nello stesso anno ha interpretato il ruolo di Chica da giovane nel film Dov'è la tua casa (Hogar) diretto da David Pastor e Àlex Pastor. Nel 2020 e nel 2021 ha ricoperto il ruolo di Berta Núñez Carmona nella serie Señoras del (h)AMPA.
Nel 2021 ha interpretato il ruolo di Cora nella serie Maricón perdido. Nello stesso anno ha ricoperto il ruolo di Ali nella serie L'última nit del karaoke. Nel 2022 è stata scelta per interpretare il ruolo di Sandra Alonso Moya nella serie Madres. Amor y vida.

## Filmografia

### Cinema
- Hooked Up, regia di Pablo Larcuen (2013)
- Framed, regia di Marc Martínez Jordán (2017)
- Dov'è la tua casa (Hogar), regia di David Pastor e Àlex Pastor (2020)

### Televisione
- Kubala, Moreno i Manchón – serie TV (2012) - Blanca
- La Riera – serie TV (2013) - Rosana
- Make Up' – serie TV (2014)
- Producte Bàsic – serie TV (2014)
- Cites, como Ona – serie TV (2015-2016)
- Sei sorelle (Seis hermanasI) – soap opera (2015-2017) - Sofía
- Sé quien eres – serie TV (2016) - Lola
- Servir y proteger – serie TV (2018) - Isabela Fernández
- Per sempre (Amar es para siempre) – serie TV (2019) - Rocío Altabás
- Valeria – serie TV (2020) - Cris
- Señoras del (h)AMPA  – serie TV (2020-2021) - Berta Núñez Carmona
- Maricón perdido – serie TV (2021) - Cora
- L'última nit del karaoke – serie TV (2021) - Ali
- Madres. Amor y vida – serie TV (dal 2022) - Sandra Alonso Moya

### Cortometraggi
- Cartas a Noé, regia di Gala Hernández (2013)
- Te prometí la noche, regia di Juan Cobo (2013)
- HOPE, regia di Aleix Buch (2015)
- Una tarde con Bolaño, regia di Miquel Casals (2016)
- Criaturas de la Noche, regia di Cristian Sitjas (2018)
- Uncoloured Girl, regia di Charlie García Villalba (2018)
- Yo nunca, regia di Damià Serra Cauchetiez (2018)
- Gang, regia di Alex Sardà (2020)

## Teatro
- Pegados, el musical, diretto da Alicia Serrat, Enric Cambray, Teatro Capitol
- Todas las flores, diretto da Bàrbara Mestanza, Sala Beckett
- MAFIA, diretto da Bàrbara Mestanza, Paula Ribó, Sala Atrium i Sala Barts
- La Pilarcita, diretto da Chema Tena, Teatro Lara
- Producte bàsic, diretto da Miriam Escurriola, Teatro Tantarantana
- Malnascuts, Società Giovanile della Sala Beckett
- Petazetas, diretto da Enric Cambray
- Espriu son seis, diretto da Lluís Parera
- El último día de febrero, diretto da Miriam Escurriola
- Membro del gruppo musicale del Club Super 3

## Web TV
- Producte bàsic, regia di Isi Vila (2014)

## Riconoscimenti
- Hexploitation Film Festival
  - 2019: Vincitrice come Miglior attrice non protagonista per il film Framed